# Jan Evert Veer
Jan Evert Veer, född 1 november 1950 i Haag, är en nederländsk vattenpolospelare. Han representerade Nederländerna i OS tre gånger i vattenpolo, nämligen i München, Montréal och Moskva. I OS-turneringen 1976 tog Nederländerna brons. I den turneringen gjorde Veer två mål. I OS-turneringen 1972 gjorde han fem mål och i OS-turneringen 1980 nio mål.
Efter den aktiva karriären har Veer bland annat varit tränare för TW Zaanstreek.